# Gerda Dendooven

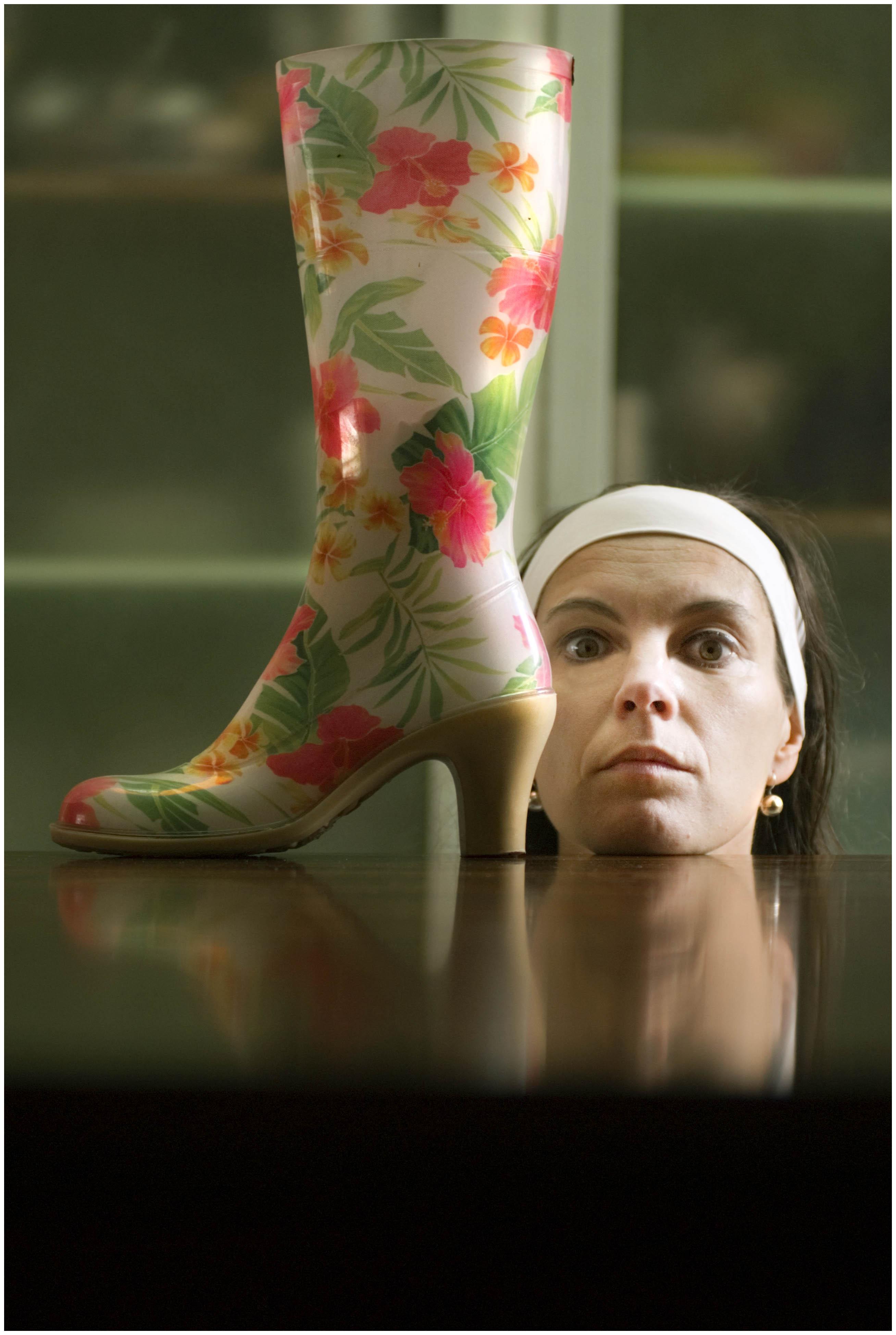
Gerda Dendooven (2006).

Gerda Dendooven (Marke, 10 mei 1962) is een Belgische kunstenares, die vooral bekend is geworden door haar boekillustraties.

## Biografie
Dendooven volgde na haar middelbare school de opleiding Vrije Grafiek aan de Koninklijke Academie voor Schone Kunsten te Gent. In het begin van haar carrière begeleidde ze gedurende enkele jaren kinderkunstateliers in musea. Sinds 1992 geeft ze les Illustratie  in Gent. Daarnaast illustreert en schrijft ze kinder-, jeugdboeken en theaterstukken. Dendooven werkt voor verschillende uitgeverijen, tijdschriften en in opdracht. Zelf speelt ze ook theater in het theatercollectief "Jenny" en heeft ze meegespeeld in het kindertheaterstuk van HETPALEIS Bremen is niet ver uit 2001. In 2007 is ze benoemd tot Kinderconsul namens de Belgische Stichting Lezen.
Gerda Dendooven is de levenspartner van typograaf en vormgever Gert Dooreman met wie ze twee dochters heeft.

## Stijl
Dendooven heeft een stijl die onmiddellijk herkenbaar is door sfeer en compositie, kleurharmonie en kleurvervreemding. Met verhoudingen en perspectief wordt geen rekening gehouden. In haar tekeningen staan de mensen centraal, interieurs worden enkel gesuggereerd door attributen. Ze maakt gebruik van archetypen (De Moeder, De Dokter) en van humor. Voor elk boek zoekt ze de meest geëigende technieken en lijnvoering. Daarbij werkt ze het meest met grafietpotlood en waterverf of kleurstiften.

## Prijzen

### In België

#### Boekenpauw
De jaarlijkse Vlaamse prijs voor het best geïllustreerde kinder- of jeugdboek van een Vlaams auteur uit het voorbije jaar.
- 1990 IJsjes
- 1995 Strikjes in de struiken, samenstelling Ben Reynders
- 2002 Meneer papier gaat uit wandelen, auteur Elvis Peeters
- 2007 Het verhaal van slimme Krol en hoe hij aan de dood ontsnapte

#### Boekenpluim
Naast de Boekenpauw worden er ook jaarlijks twee eervolle vermeldingen toegekend.
- 2000 De verliefde prins, auteur Ron Langenus
- 2006 Soepkinders
- 2010 Hoe het varken aan zijn krulstaart kwam
- 2015 Veldslag om een hart: het verhaal van Helena, auteur Michael De Cock

#### Boekenwelp
Naast de Boekenleeuw worden er jaarlijkse vier eervolle vermeldingen toegekend.
- 2013 Takkenkind

#### De Boonvoor kinder- en jeugdliteratuur
- nominatie voor Waar is Winter?

#### Gouden Uil Jeugdliteratuurprijs
- 2001 Luna van de boom, auteur Bart Moeyaert en Filip Bral

#### Prijs van de Vlaamse Gemeenschap voor Jeugdliteratuur
- 2004 Mijn mama

#### Prijs Letterkunde Provincie West-Vlaanderen
In het genre Kinder- en jeugdboek:
- 2013 Takkenkind, Toen de duisternis viel heb ik ze opgeraapt en Hoe het varken aan zijn krulstaart kwam

#### Hans Christian Andersenprijs
In 1996 werd het werk van Gerda Dendooven door België genomineerd voor deze prijs.

### In Nederland

#### Zilveren Griffel
- 2010 Hoe het varken aan zijn krulstaart kwam

#### Zilveren Palet
- 2013 Takkenkind

#### Zilveren Penseel
- 2000 De verliefde prins, auteur Ron Langenus

#### Vlag en Wimpel
- 2015 De wondertuin

- 2004 Meneer Papier is verscheurd, auteur Elvis Peeters